# Protosticta himalaica
Protosticta himalaica – gatunek ważki z rodziny Platystictidae.